# Каллабьяна
Каллабьяна (итал. Callabiana) — коммуна в Италии, располагается в регионе Пьемонт, в провинции Бьелла.
Население составляет 132 человека (2008 г.), плотность населения составляет 19 чел./км². Занимает площадь 7 км². Почтовый индекс — 13821. Телефонный код — 015.
Покровительницей коммуны почитается Пресвятая Богородица со ангелы (Santa Maria degli Angeli), празднование 15 августа.

## Демография
Динамика населения:

## Администрация коммуны
- Официальный сайт: